# ГЕС Lìnhékǒu
ГЕС Lìnhékǒu (蔺河口水电站) — гідроелектростанція у північній частині Китаю в провінції Шеньсі. Використовує ресурс із річки Ланхе, правої притоки Ханьшуй, великого лівого допливу притоці Янцзи.
В межах проекту річку перекрили бетонною арковою греблею висотою 97 метрів, довжиною 311 метра та шириною від 6 (по гребеню) до 27 (по основі) метрів. Вона утримує водосховище з об'ємом 147 млн м3 (корисний об'єм 87,5 млн м3) та припустимим коливанням рівня поверхні у операційному режимі між позначками 485 та 512 метрів НРМ (під час повені рівень може незначно зростати до 512,5 метра НРМ).
Зі сховища через лівобережний масив прокладено дериваційний тунель довжиною 2,9 км, який транспортує ресурс до машинного залу, розташованого за 6 км нижче від греблі. Основне обладнання станції становлять три турбіни типу Френсіс потужністю по 24 МВт, котрі використовують напір у 90 метрів та забезпечують виробництво 223 млн кВт-год електроенергії на рік.